# STRAWBERRY FIELDS
STRAWBERRY FIELDS(스트로베리 필즈)는 일본의 비주얼계 록 밴드이다.

## 경력
STRAWBERRY FIELDS는 1989년 1월에 결성되었다. 멤버 전원이 인기 밴드의 멤버였었기 때문에 처음부터 주목 받고 있었다. 1993년 9월 25일에 해체되었다.

## 일원

### 해체 당시의 일원
- 후쿠이 요시히토 : 전 D'ERLANGER 일원, 해체 후 VINYL 활동 후 은퇴.
- LEZYNA : 전 JUSTY-NASTY 일원, 해체 후 JUSTY-NASTY 등 활동.
- SEISHIRO : 카오스 모드 일원, 해산 후 ROUAGE 등 많은 밴드 서포트 뮤지션으로 활동.
- SHU-KEN  : 해체 후 FIX, WORLD WIDE LOVE에서 활동.

### 과거에 소속된 주요 멤버
- NAOKI : 초기 멤버. 인디즈 시절 탈퇴 후 RAYDIO에서 기타리스트로 활동.

## 음반

### 싱글
- VENUS (1991/4/25)
- FADED BLUE NIGHT (1991/8/21)
- ALiBI (1992/2/26)
- PIECE MY MIND (1992/7/22)

### 정규 음반
- DANCERAMA
- Charme (1990/9/5)
- NOUVELLE PERFUM (1991/3/30)
- ALiBI(1992/2/26)

### 미니 음반
- Soul Flower (1992/12/10)

## 베스트 음반
- THE BEST OF STRAWBERRY FIELDS (1993/3/25)
- Forever (1993/9/25)

### 비디오
- Kaleidoscope (1990)
- PSYTEC ART (1991/9/25)
- Tour ALiBI ~ Completed (1992/11/25)

### 책
- 존재이유 (JICC 출판국, 1992/6/20)